# 王伯大
王伯大（12世纪—1253年），字幼学，号留耕先生，南宋福州长溪县（今福建省宁德市霞浦县）人，宋理宗时参知政事。

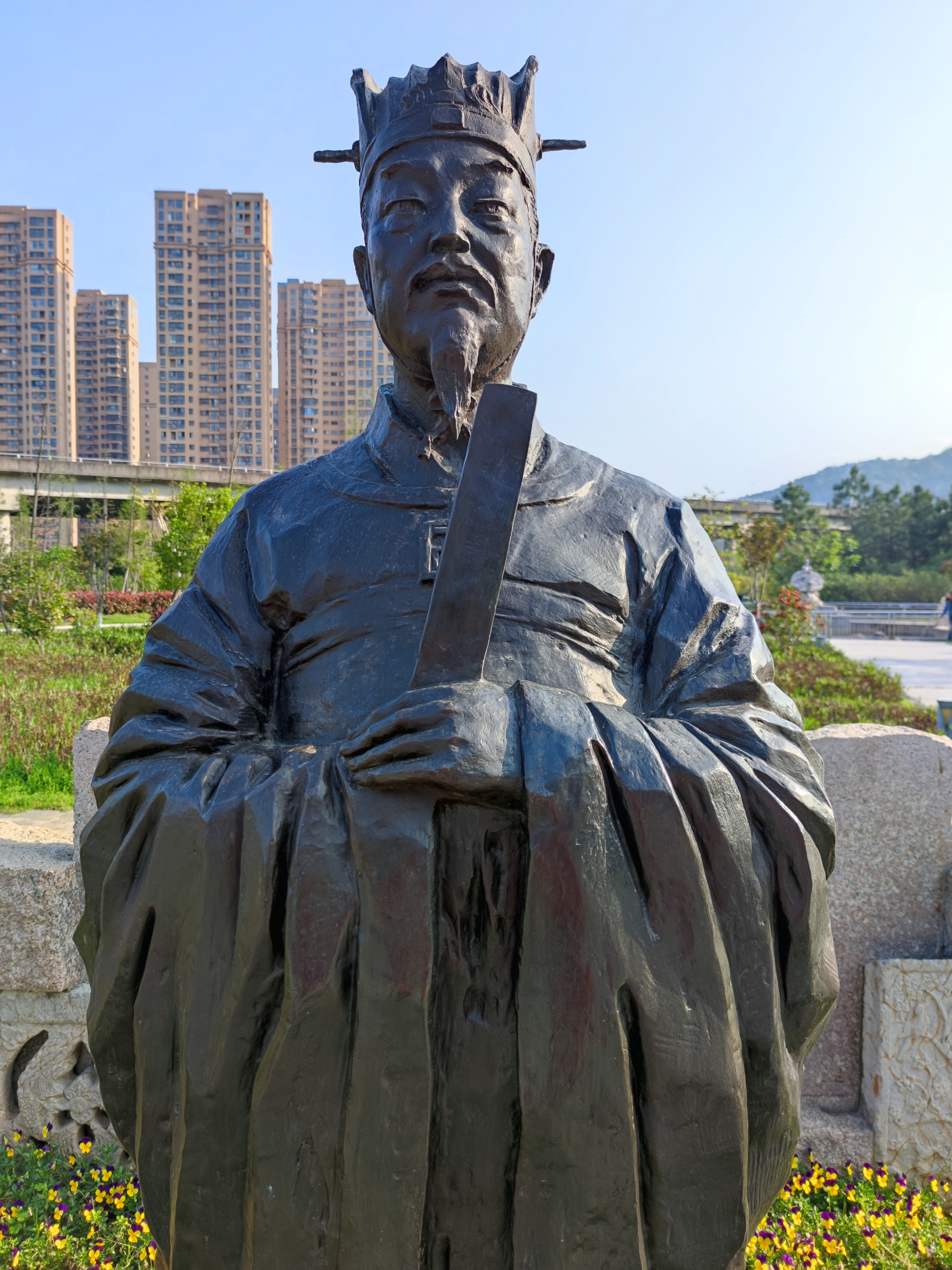
位于霞浦县福宁文化公园的王伯大雕塑

## 生平
宋宁宗嘉定七年（1214年）进士。担任主管户部架阁文字，转任国子正、知临江军，赈荒有法。转任国子监丞、知信阳军，改任权提举江东常平兼知池州（治今安徽贵池）。宋理宗端平三年（1236年），召为尚右郎官，转任右司郎官，试将作监兼右司郎中。官至枢密副都承旨兼左司郎中。向理宗皇帝以危亡之势奏对，劝其知国家危亡，请他反身自省，改革朝政，又论及北方蒙古边事。随后出知婺州。历任秘书少监、司农卿、太常少卿兼中书门下检正诸房公事、起居舍人、起居郎、兼权刑部侍郎、吏部侍郎兼权中书舍人、兼同修国史。淳祐七年（1247年），拜签书枢密院事兼权参知政事。淳祐八年（1248年），拜参知政事，不久因弹劾罢职。以资政殿学士知建宁府，宝祐元年（1253年），王伯大卒。

## 延伸阅读
[在维基数据编辑]
 《宋史/卷420》，出自脱脱《宋史》